# Star Wars: Knights of the Old Republic
Star Wars: Knights of the Old Republic là một trò chơi điện tử thể loại nhập vai do BioWare phát triển và phát hành bởi LucasArts dựa trên thế giới Chiến tranh giữa các vì sao. Trò chơi được phát hành trên hệ Xbox vào ngày 15 tháng 7 năm 2003 sau đó cho Windows vào ngày 19 tháng 11 năm 2003 và Mac OS X vào ngày 07 tháng 9 năm 2004. Phiên bản dùng cho Xbox có thể dùng cho Xbox 360.
Cốt truyện xoay quanh một người lính trên một phi thuyền đang bị tấn công khi vừa mới tỉnh dậy. Sau vài cuộc chiến đấu người lính thoát ra khỏi phi thuyền và rơi xuống một hành tinh mà tại đó một Jedi cần được cứu. Một nhóm các chiến binh đã được tập hợp khi người chơi tìm cách để cưu Jedi và bắt đầu một cuộc hành trình thoát ra khỏi hành tinh trước khi nó bị pháo kích hủy diệt. Sau đó được huấn luyện để trở thành một Jedi để sử dụng được các thần lực trong người trước khi tự mình bắt đầu cuộc phiêu lưu vào không gian. Trò chơi có cốt truyện mở và người chơi sẽ chọn cách mà mình sẽ tương tác với cốt truyện theo hướng thiện và ác, nó sẽ ảnh hưởng đến kết thúc của trò chơi. Một số trò chơi nhỏ cũng được lồng vào cũng như các nhân vật có các quá khứ riêng để người chơi tìm hiểu.
Trò chơi nhận được các đánh giá cao và giành được các giải thưởng khác nhau. Nó đã được tái phát hành trong bộ Star Wars: The Best of PC với số lượng giới hạn và phiên bản tiếp theo của trò chơi là Star Wars: Knights of the Old Republic II – The Sith Lords cũng đã được phát triển và phát hành.

## Phát triển

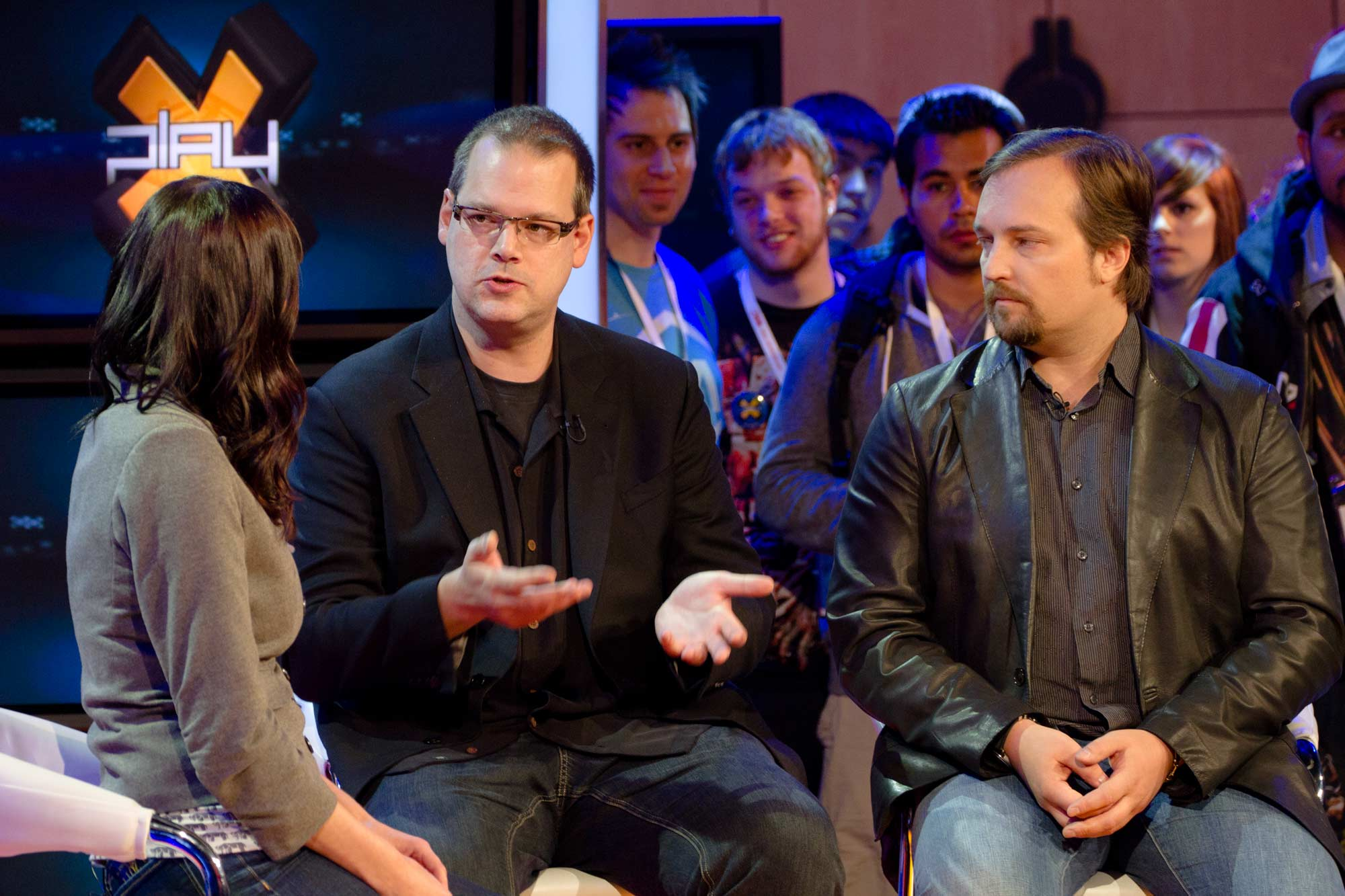
Bioware founders Ray Muzyka and Greg Zeschuk being interviewed by Morgan Webb in 2011.

### Thực hiện
Vào tháng 7 năm 2000, BioWare đã công bố là đang hợp tác với LucasArts cho một trò chơi Star Wars thuộc thể loại nhập vai choma1y tính cá nhân và các hệ máy dùng tay cầm điều khiển. Việc hợp tác với BioWare theo CEO Greg Zeschuk là "Một cơ hội để tạo ra một chương mới cho một vũ trụ đa dạng các chi tiết khác nhau việc vô cùng thú vị với chúng tôi. Chúng tôi rất vinh hạnh được làm việc với những người vô cùng tài năng tại Lucas Arts để phát triển một trò chơi nhập vai dựa trên một thế giới với lượng hồ sơ khổng lồ.". Trò chơi được chính thức công bố với tên Star Wars: Knights of the Old Republic tại hội chợ Truyền thông và Giải trí (E3) vào năm 2001. Tại thời điểm đó trò chơi đã phát triển được 6 tháng. Việc chuẩn bị cho trò chơi được công bố là năm 1999 còn việc bắt tay vào làm được thực hiện từ năm 2000.
Bối cảnh trò chơi được chọn là khoảng 4000 năm trước sự kiện Bóng ma đe dọa, đây là chi tiết đầu tiên của trò chơi được biết đến. LucasArts đã cho BioWare lựa chọn thiết lập của trò chơi "LucasArts đã đến và nói với chúng tôi rằng chúng ta có thể làm một bản dựa trên tập 2 của bộ phim" "Hoặc lấy bối cảnh 4000 năm trước lúc mà cốt truyện chưa thể nói đến một cách đầy đủ". BioWare đã chọn lựa chọn thứ hai vì nó cho phép có nhiều sự sáng tạo hơn. Cả hai muốn tạo ra một tác phẩm dựa trên phim nhưng đủ khác để tạo ra yếu tố riêng. Các chi tiết cơ bản được gởi tới nơi phát triển và được chấp nhận sử dụng. Chỉ có rất ít một số nội dung bị từ chối hay nói đúng hơn là được yêu cầu phát triển hơn nữa.
Gallo nói rằng BioWare và LucasArts nhắm đến việc làm một trò chơi khiến người chơi phải dành 60 tiếng để thất sự hoàn tất: "Baldur's Gate có 100 giờ hơn để hoàn thành, Baldur's Gate 2 thì là 200, nếu chỉ đi một đường duy nhất thì cũng đã 75 giờ. Chúng ta đang nói đến một tác phẩm ngắn hơn như thế nhưng cho dù nó ngắn hơn đến 60% thì thời gian hoàn tất vẫn khoảng 100 giờ. Vì thế mục tiêu của chúng tôi là 60 giờ. Chúng tôi có rất nhiều lĩnh vực đang phát triển như thế giới, tàu không gian, những thứ giống như thế để thám hiểm vì thế sẽ có hàng đống thứ để chơi.".
Giám đốc dự án Casey Hudson cho biết rằng một trong những thành tựu lớn nhất và cũng là một trong những rủi ro lớn nhất là hệ thống chiến đấu "Chúng tôi muốn tạo ra một cái gì đó kết hợp các đặc điểm chiến lược của dòng Baldur's Gate và Neverwinter Nights nhưng nhanh hơn và thể hiện trong môi trường 3D" "Nó bắt chúng tôi thực hiện thứ mà chúng tôi chưa hề làm trước đây". Nhà phát triển thì tập trung vào việc làm trò chơi có tính mở hơn như "Bạn có nhiều cánh để đi qua một khu vực và nó cần nhân vật có kỹ năng cụ thể nào đó".

### Công nghệ
LucasArts và BioWare đã thống nhất phát triển trò chơi cho hệ máy tính cá nhân và Xbox. Hệ Xbox được chọn trong các hệ hệ máy sử dụng tay cầm điều khiển khác vì BioWare có lịch sử phát triển trò chơi trên hệ máy này tốt hơn các hệ máy khác "Chúng tôi có thể làm những điều chúng tôi muốn làm trên Xbox mà không gặp trở ngại như trên các hệ máy khác như PS2 hay GameCube.". Các yếu tố khác ảnh hưởng đến quyết định này là sự thành công của hệ máy tại thời điểm đó cũng như cơ hội để phát hành một trò chơi nhập vai đầu tiên cho hệ Xbox. Khi đó BioWare cũng đang phát triển trò MDK2 cho Dreamcast và PlayStation 2 "Các kinh nghiệm trong việc phát triển trò chơi trên hệ máy khác đã cho chúng tôi những nhận thức phù hợp để thực hiện trò chơi này trên Xbox và nếu so sánh thì Xbox tương đối dễ dàng để phát triển.".
Hudson cũng nói rằng có một số vấn đề trong quá trình phát triển. Một trong số đó là quyết định xem đồ họa sẽ chi tiết cỡ nào cho thích hợp với hệ máy "Trong trò chơi có rất nhiều trí thông minh nhân tạo và mã lệnh, nhiều loại nhân vật khác nhau và môi trường rộng lớn, chúng tôi khai thác mạnh phần cứng theo cách rất khác so với hầu hết các trò chơi trước.". Điều này gây khó khăn cho việc dự đoán trò chơi sẽ chạy tốt cỡ nào. Trò chơi sử dụng công cụ Odyssey phát triển từ công cụ Aurora nhưng hoàn toàn được viết lại để thích hợp cho trò chơi. Trò chơi rất chi tiết với cỏ mọc dưới đất chuyển động theo gió và sóng chấn động, cát bị thổi tung lên trên hành tinh sa mạc cũng như người chơi có thể đi dưới đáy biển.
Hudson nói điểm khác biệt cần được sửa đổi giữa hệ máy sử dụng tay cầm điều khiển và hệ máy tính cá nhân là đồ họa "Bạn có thể chơi hệ máy tay cầm trên ti vi cỡ bự và ngồi phía xa của phòng trong khi khoảng ngồi cách màn hình máy tính chỉ đo bằng inch.". Hệ máy tay cầm cần một độ phủ lớn còn máy tính cần độ phân giải cao và chi tiết cực nét cũng như hệ thống điều khiển của hai hệ máy này cũng khác nhau. Phiên bản trên hệ máy tính thì có thêm các khu vực, vật dụng cùng các nhân vật phụ cũng như độ phân giải cũng như các hiệu ứng được hỗ trợ rất cao trong hệ máy này.

### Âm thanh
Trong khi BioWare lo phần đồ họa thì LucasArts lo phần âm thanh của trò chơi. Trò chơi có khoảng 300 nhân vật khác nhau cùng 15000 câu nói "Nếu ghi ra hết thì nó dủ cho một cuốn sổ khổ 10 dày 5 inch". Việc lồng tiếng có sự tham gia của hàng trăm người "Thật may mắn là với một trò chơi lớn cỡ đó thì việc một người lồng tiếng cho vài nhân vật khác nhau phân tán trong suốt trò chơi sẽ khiến bạn không thể nào nhận ra việc đó".
Việc lồng tiếng được thực hiện 6 tháng trước khi bản chơi thử beta ra mắt. Khi đó việc lồng tiếng đã hoàn thành được 90% "Có vài sử đổi nhỏ trong việc thu âm nhưng hầu hết 10% công việc còn lại sẽ được giải quyết trong lần thu âm cuối" "Lần thu âm cuối được thực hiện ngay khi dự án hoàn tất với các vấn đề như hiệu suất, hướng dẫn, gợi ý và bất kỳ thứ gì khác mà chúng tôi đã bỏ qua.". Công việc thu âm được thực hiện trong 7 tuần. Một người sẽ được ghi âm mỗi lần vì bản chất của trò chơi quá lớn khiến cho việc thực hiện trò chơi sẽ trở nên tốn kém nếu ghi âm nhiều hơn một người trong cùng một thời điểm.
Việc thu âm được thức hiện theo chuẩn Galactic Basic tuy nhiên 1/10 lại nói dưới dạng ngôn ngữ Huttese, ngôn ngữ của một chủng tộc trông giống như một con sâu hay có sên khổng lồ trong thế giới Star Wars. Mike Gallo đã sử dụng cả từ điển các ngôn ngữ dùng trong Star War để dịch sang tiếng Huttese "Chìa khóa để có thể ghi âm tốt các câu nói của người ngoài hành tinh là phải chọn được diễn viên thích hợp cho vai trò đó" "Trong những năm qua chúng tôi có các diễn viên lồng tiếng phát âm tiếng Huttese như cá dưới nước, nhưng cũng có việc nguờc lại. Trong quá khứ tôi đã từng phải đọc đi đọc lại một câu nói Huttese cho diễn viên hơn 150 lần để họ có thể bắt chước".
Jeremy Soule người từng nhận được danh hiệu cho tác phẩm của mình đã đảm nhận việc soạn nhạc cho trò chơi. "Đây là sẽ là điểm nhấn của trò chơi, nhưng nó sẽ tương tự như các bản nhạc trước được sử dụng trong Star War hay giông giống thế". Soule đã không thể viết một bản nhạc cho giàn nhạc đầy đủ vì giới hạn về công nghệ "Vào thời đó chúng tôi chỉ có thể truyền tải dạng MIDI 8 megabit trên giây. Vớ sự tinh xảo... tôi đã có thể khiến nhiều người nghĩ mình đang nghe cả một dàng nhạc. Tôi chỉ có thể kết hợp còi và trống hay còi, tù và trống hoặc các nhạc cụ có dây, trống và kèn đồng. Tôi không thể cho tất cả cùng trình diễn một lúc vì nó không thể được".

## Đón nhận
Star Wars: Knights of the Old Republic đã nhận được nhiều đánh giá cao cùng sự đón nhận nồng nhiệt. Trò chơi đã thắng các giải như Trò chơi của năm tại lễ trao giải của những nhà phát triển trò chơi năm 2004, trò chơi Xbox của năm tại Lễ trao giải trò chơi điện tử của viện hàn lâm Anh cùng trò chơi nhập vai hay nhất hệ máy tay cầm điều khiển cũng như trò chơi nhập vai hay nhất hệ máy tính cá nhân tại Lễ trao giải Viện hàn lâm khoa học và nghệ thuật tương tác.
Trò chơi cũng đã giành danh hiệu Trò chơi của năm tại IGN, Computer Gaming World, PC Gamer, GMR Magazine, The Game Developers Choice Awards, Xbox Magazine và G4. Phiên bản dành cho máy tính đã nhận được điểm trung bình 93 qua 33 bài nhận xét tại Metacritic. Lễ trao giải Viện hàn lâm khoa học và nghệ thuật tương tác cũng trao cho trò chơi danh hiệu Cốt truyện hay nhất và Thiết kế nhân vật tốt nhất. IGN cũng cho tác phẩm các danh hiệu là Âm thanh tốt nhất (hệ Xbox) và Cốt truyện hay nhất (hệ máy tính), trò chơi nhập vai Xbox hay nhất năm 2003, trò chơi nhập vai máy tính hay nhất năm 2003, Trò chơi Xbox của năm 2003, Trò chơi máy tính của năm 2003 và Trò chơi tổng thể của năm 2003. Vào năm 2007 IGN đã xếp trò chơi hạng 27 trong danh sách 10 trò chơi của mọi thời. Năm 2010 thì IGN xếp trò chơi ở hạng 3 trong danh sách trò chơi hay nhất của thập kỷ (2000-2009) sau Shadow of the Colossus và Half Life 2.
Tại lễ trao giải của những nhà phát triển trò chơi năm 2004 nhân vật HK-47 đã nhận được danh hiệu Nhân vật trò chơi nguyên bản của năm. Game Informer đã xếp trò chơi hạng nhì trong danh sách 10 trò chơi có cốt truyện hay nhất mọi thời. Trò chơi cũng nằm trong danh sách những dòng bạch kim/kinh điển của hệ Xbox vì đã bán được hơn 1 triệu bản.
Los Angeles Times đã xếp trò chơi vào một trong những tác phẩm có ảnh hưởng nhất trong các tác phẩm về thế giới mở rộng trong chiến tranh giữa các vì sao. Game Informer thì xếp trò chơi hạng 54 trong danh sách 200 trò chơi hay nhất mọi thời.